# Manglish
Manglês (Manglish) é um crioulo de base inglesa falado na Malásia. É baseado em línguas faladas no país (ex: malaio (oficial), tâmil, hokkien, cantonês, mandarim, malaiala, etc.) e usa gírias australianas e americanas.

## Frases
Can mah? - “É possível?“
Can ah? - (informal) “É possível?“
Can meh? - “É mesmo possível?“
Can lah - “É mesmo possível!“
Can leh - “Eu acho que é possível..”
Got meh - “É verdade?”
Got lah! - “Sim,é verdade”

## História
O Manglish compartilha semelhanças com o Singlish, falado na Singapura mas há diferenças no vocabulário.
Inicialmente,os dois eram os mesmos idiomas quando eram a mesma entidade política: Malaya. Na antiga Malaya,o inglês era a língua da administração britânica,enquanto o malaio era falado como língua franca nas ruas. Assim, um chinês voltaria a falar malaio caso o chinês que ele estivesse falando falasse outro dialeto do chinês.
O inglês malaio é baseado no inglês britânico devido ao passado. A ortografia britânica é seguida, porém, gírias americanas são seguidas principalmente pelos jovens.